# Херман Хабенихт
Херман Хабенихт (Гота, 3. март 1844 — Гота, 30. март 1917) био је немачки географ, картограф и гравер.
Школовао се код А. Х. Петермана, а од 1870-их сарађивао је с познатим картографима, попут Фрица Ханемана и Карла Бумера. Уређивао је VII (1882) и VIII (1891) издање славног Стилеровог Хандатласа, у којима се налази више карата балканских крајева.

## Дела
- (1873)
- (1875)
- (1875)
- (1875)
- (1875)
- (1875)
- (1875)
- (1876)
- (1885)
- (1887)
- (коаутор VIII издања, 1891)

## Галерија
- (језик: немачки) Österreich-Ungarn
(Stielers Handatlas, 1891)